# Св. св. Кирил и Методий (Стение)
„Св. св. Кирил и Методий“ (на македонска литературна норма: „Свети Кирил и Методиј“) е възрожденска православна църква в село Стение, Преспа, част от Преспанско-Пелагонийската епархия на Македонската православна църква – Охридска архиепископия. Разположена е в центъра на селото.
Църквата има трикорабна конструкция и полукръгла апсида. В интериора няма живопис, а иконостасът е поставен в по-ново време. Изградена е в 1911 година.

## Галерия
- Поглед към апсидата на църквата
- Оградата и главният вход на църквата
- Поглед към покрива на църквата от самата камбанария
- Камбанарията на църквата
- Преден изглед към църквата
- Странично погледната цялата църква